# حرب الألغام
حرب الألغام هي حرب تستخدم فيها الألغام لمنع العدو من الدخول لمناطق ما. والألغام من الأسلحة التي تعدد استخدمها منذ اكتشافها، وتستخدمت حرب الألغام في الدفاع علي الحدود الحربية بين دولتين. والألغام من الأسلحة الفتاكة للعدو، وهناك نوعين من الألغام، الأول ألغام أرضية (مضادة للمشاة والآلات الحربية مثل الدبابات)، والثاني ألغام بحرية (مضادة للوحدات البحرية، كالسفن أو مضاد للضفادع البشرية). وأكثر الدول إنتاجا واستعمالا للألغام هي بريطانيا وأمريكا وروسيا والصين.
والألغام من الأسلحة الفتاكة التي لها تأثير طويل الأمد على الشعوب بعد انتهاء الحرب بعقود طويلة. فهي تحول دون تطوير المساحات التي بها حقول للألغام وتعرض البشر وثرواتهم الحيوانية لأخطار لا يزول أثرها عبر السنوات.
أكثر الناس تأثرا بالألغام هم البدو الرحل والرعاة والفلاحين في القرى التي تقع على حدود الصحراء والبادية، وبالطبع ثرواتهم الحيوانية.

## الهدف من زراعة الألغام
حقول الألغام تحول دون تقدم القوات المعادية حتى يتم تحييد مساحة معينة من الأرض فلا 
تشكل خطراً يخشى دخول القوات منه. أو قد تجبر القوات المعادية على السير في
طريق معين حتى يسهل السيطرة عليهم واصطيادهم. وبذلك يتم اعاقة تقدم القوات جنوداً ومركبات.

### الألغام المضادة للأفراد
لعل هذا النوع من الألغام هو الأخطر على الإطلاق وهو الذي يشكل المشكلة الأساسية، فتم توقيع الاتفاقيات العالمية التي تجرم استخدام الألغام 
المضادة للأفراد إلا أنها لازلت مشكلة قائمة.
ينفجر اللغم المضاد للأفراد إذا ما وطأه وزن معين وليكن 80 كلغ أقل للشخص البالغ، وبمرور الزمن بفعل عوامل الصدأ والرطوبة والتعرية يقل الوزن 
المطلوب لتفجير اللغم فينطلق عند أي وزن يمر عليه.
كما أن هناك أنواع من الألغام يكون لها أسلاك تربط فيما بينها وما أن يتعثر بها شخص فتفجر، كما أن هناك عدة شحنات متفجرة.
تتغير أماكن حقول الألغام بفعل الزمن والسيول في الصحراء وحركة النمو 
الخضري في المنطقة ولذلك فمن الصعوبة بمكان تحديد بداية ونهاية مواقع 
الألغام على وجه الدقة.
صدرت معاهدات دولية لحظر تصنيع الألغام المضادة للأفراد، إلا أن المشكلة لا زالت قائمة في معظم أنحاء العالم.

### الألغام المضادة للدروع
تكون تلك الألغام في العادة موجهة لصد الدبابات
وهي تنفجر في العادة أذا ما مر على وزن أعلى من 150 كلغ، ولذلك فمن الممكن
للجنود والأفراد أن يمروا عليها بأمان دون أن تنفجر. وكذلك فتنفجر إذا ما مرت عليها ناقلات الجنود وما إلى ذلك من المعدات. ولا تزال الدبابات على اختلاف أنواعها وتسليحها ضعيفة في مواجهة الألغام المضادة للدبابات، فعلى 
أقل تقدير إن لم يتسبب انفجار اللغم في تفجير دروع الدبابة سوف يتسبب أي لغم مضاد للدبابات في قطع - الجنزير- الذي تسير عليه الدبابة فتتعطل إلى أن تأتي قوات الإمدادات والدعم وهو شيء مستبعد حدوثه في وقت قصير خلال ظروف لمعارك.

### الألغام البحرية
تستخدم الألغام البحرية كأسلحة مضادة للغواصات والزوارق والطرادات البحرية.

## مشكلة الألغام حول العالم

### مشكلة الألغام في مصر
يرجع تاريخ حقول الألغام إلى الحرب العالمية الثانية، تتركز الألغام في مصر في منطقة الصحراء الغربية والعلمين وكذلك البعض في سيناء من مخلفات الحروب.
الدول الأكثر تأثرا بالالغام.
تلك الحقول الشاسعة الغير واضحة المعالم تتسبب في الكثير من الحوادث 
وسقط بسببها الكثير من الضحايا، كما أنها تمنع تطوير والاستفادة من هذه الأراضي في الزراعة أو التنقيب عن البترول والثروات المعدنية.
هناك مشروع منخفض القطارة
الذي يدرس إمكانية توليد الكهرباء عن طريق شق مجرى يوصل مياه البحر الأبيض
المتوسط بالمنخفض ولكن المشروع لم يتم حتى الآن بسبب التالي:
مشكلة الألغام (المتروكة في منطقة العلمين منذ الحرب العالمية الثانية) تعرقل تنفيذ المشروع.

### مشكلة الألغام في اليمن
تتم الاستعانة بفرق وطنية متخصصة لإزالة الألغام في المناطق الموبوءة، كما تم إنشاء جمعية لرعاية ضحاياً الألغام واعادة تأهيلهم.

### مشكلة الألغام في سوريا ولبنان
نتجت هذه المشكلة بسبب الحروب التي خاضتها كل من سوريا ولبنان على إسرائيل 
وترك إسرائيل الغام في الجولان المحرر وجنوب اللبناني على شكل العاب ومعدات
وغيرها. وفي سوريا " في عام 1985 دعت الحكومة السورية الأمم المتحدة 
لتنظيف القنيطرة من الألغام، ونفذت ذلك في الطرقات العامة فقط، وفي النهاية
جميع المنظمات الدولية لها تعامل مع إسرائيل " ويقدر عدد الألغام 2 مليون 
لغم بالجولان تم تنظيف المناطق الظاهرة تماما ً من الألغام ولكن يوجد بعض 
منها مدفون بين الصخور. وفي الجنوب اللبناني تم زرع الملايين من الألغام في
كل حرب على لبنان خلال اجتياح 82 وحرب 2006ويتم تطهير المنطقة حالياً.

## مشكلة الألغام في العراق
يوجد في العراق حاليا حوالي 20 مليون لغم 7 ملايين منها في إقليم كردستان 
وهذه الألغام زرعتها الحكومة العراقية (حكومة صدام حسين) في فترات متعاقبة أثناء فترة حكمها وبالإضافة إلى كردستان فان التركز الرئيسي لهذه الألغام يوجد في جنوب البلاد قرب الحدود الإيرانية وكالعادة ادت هذه الألغام إلى مقتل وتأذي العديد من الأشخاص بالإضافة إلى اعاقة عمليات الكشف عن الثروات 
النفطية والمعدنية ويعمل العراق حاليا مع بعض المنظمات الدولية والمختصة بهدف ازالة هذه الألغام.